# Lithobius tamurai
Lithobius tamurai är en mångfotingart som först beskrevs av S. Ishii 1991.  Lithobius tamurai ingår i släktet Lithobius och familjen stenkrypare. Inga underarter finns listade i Catalogue of Life.